# Morakówko
Morakówko [pronunciación en polaco: /mɔraˈkufkɔ/] es un pueblo ubicado en el distrito administrativo de Gmina Gołańcz, dentro del Distrito de Wągrowiec, Voivodato de Gran Polonia, en el oeste de Polonia central. Se encuentra aproximadamente a 3 kilómetros al sureste de Gołańcz, a 18 kilómetros al noreste de Wągrowiec, y a 66 kilómetros al noreste de la capital regional Poznań.